# Usseira
Usseira es una freguesia portuguesa del municipio de Óbidos, con 7,12 km² de superficie. Su densidad de población es de 128,9 hab/km².